# Henri Eberhardt
Henri Eberhardt   (Riedisheim, 27 de novembre de 1913 - Beaune, 4 de juliol de 1976) fou un piragüista francès que va competir durant les dècades de 1930 i 1940.
El 1936 va prendre part en els Jocs Olímpics de Berlín, on disputà dues proves del programa de piragüisme. Guanyà la medalla de plata en la prova del K-1 plegable, 10.000 metres, mentre en el K-1 1.000 metres fou sisè. Un cop finalitzada la Segona Guerra Mundial, va disputar els Jocs de 1948 de Londres, on va prendre part en dues proves del programa de piragüisme. Guanyà la medalla de plata en la prova del K-1 1.000 metres, mentre en el K-1 10.000 metres fou cinquè.
En el seu palmarès també destaca una medalla de plata al Campionat d'Europa en aigües tranquil·les de 1933.